# 勒希 (阿肯色州)
勒希（英語：LeHi）是位於美國阿肯色州克里坦登縣的一個非建制地區。

## 地理
勒希所處的海拔為高於海平面64米（即210英呎），而該地所採用的時區為UTC-6，即北美中部時區（CST）。同時該地設有夏令時間，為UTC-6調快一小時，即UTC-5（CDT）。